# Thuir
Thuir (en catalán, Tuïr) es una localidad y comuna francesa, situada en el departamento de Pirineos Orientales, región de Languedoc-Rosellón, comarca histórica del Rosellón. 
Sus habitantes reciben el gentilicio de thuirinois en francés o tuïnenc, tuïnenca en catalán.

## Demografía
| 3 717 | 4 192 | 6 023 | 6 356 | 6 638 | 7 257 |
| Para los censos de 1962 a 1999 la población legal corresponde a la población sin duplicidades (Fuente: INSEE [Consultar]) |       |       |       |       |       |

## Lugares de interés
- El museo del vino con la tinaja de fermentación de roble más grande del mundo.
- Iglesia de Notre-Dame de la Victoire
- Capilla de la Pietat (de la Piété en francés).